# Theremin
El theremin, creat el 1919 per Lev Sergeyevich Termen, més conegut a occident com Léon Theremin (1896-1993), va ser un dels primers instruments musicals electrònics o electròfons de la història i el més antic que ha perdurat fins avui. Pertany a la família dels instruments electròfons, el so es genera mitjançant circuits elèctrics, i com que genera i amplifica el so de forma totalment elèctrica, i sense la utilització de cap mecanisme, forma part del subgrup dels instruments ràdio-elèctrics.
Consisteix en una caixa amb dues antenes, horitzontal i vertical, que controlen respectivament volum (fort-fluix) i to (nota aguda-greu). En un principi s'anunciava com a "l'instrument que es toca sense ser tocat", perquè no hi ha contacte físic entre l'intèrpret i l'instrument, sinó que aquell allunya o apropa les mans a les antenes, que reaccionen a la capacitància del cos humà, introduint variacions de to o volum. El model original es basava en vàlvules electròniques i dos oscil·ladors d'alta freqüència.
El seu so, sense cap mena de modulació o variació al llarg del temps més que les introduïdes pel thereminista, pot recordar el d'un violí o violoncel electrònic.
La tècnica d'interpretació del theremin és extremadament complicada, la qual cosa l'ha relegat massa sovint a generador d'efectes especials. El seu so és un clàssic dels films de terror o ciència-ficció dels anys 50 i 60. Així i tot hi ha alguns thereministes de renom, com ara Clara Rockmore o Lydia Kavina, que l'han explorat i adaptat al repertori clàssic.

## Ús en el cinema
Fer semblar el Theremin com una raresa semblava ser el seu destí. El seu fosc paper en el misteri de la ràdio de The Green Hornet demostraria ser només un preludi de les seves possibilitats en els anys següents. En els inicis del cinema sonor, just després dels seus primers èxits a la fi dels anys 1920, els compositors soviètics van començar a descobrir l'instrument. Per subratllar escenes de misteri, terror o tot allò macabre, el seu so tremolós i descarnat udol electrònic era irresistible. Dmitri Xostakóvitx li va donar un paper a la banda sonora de la pel·lícula russa de Gavril Popov Komsomol-the Dark, el theremín va arribar a Hollywood i va començar a acostar-se una mica més al primer pla psicològic en les bandes sonores de les pel·lícules.
El compositor Miklós Rózsa el va utilitzar per a la pel·lícula "Recorda" ("Spellbound") d'Alfred Hitchcock. Es recorda Miklós Rózsa, sobretot, per les seves bandes sonores per a pel·lícules èpiques i religioses com "Ben-Hur", "Quo Vadis" o "Rei de Reis" però en els seus començaments a Hollywood va destacar com a especialista en drames psicològics en els quals els personatges patien una gran tortura interior com l'amarg retrat de l'alcoholisme que es feia a "Dies sense empremta" de Billy Wilder, o del dimoni de la gelosia a "Doble Vida" de George Cukor, per la qual Rozsa va guanyar un Oscar.
"Recorda" va ser la primera pel·lícula a abordar a Hollywood el món de la psicoanàlisi. L'origen del projecte es remunta a una depressió que va patir el productor David O. Selznick després del filmatge de "El que el vent es va endur". Llavors va ser tractat per una psicoterapeuta i aquesta li va despertar l'interès pel tema. En la pel·lícula Ingrid Bergman és una psiquiatra que s'enamora de Gregory Peck, un malalt d'amnèsia i amb complex de culpabilitat que ha pres la identitat d'un metge desaparegut i a qui creu haver assassinat. La banda sonora que va compondre Miklós Rózsa compta amb dos temes principals. El primer és el tema d'amor que il·lustra la relació romàntica entre els dos protagonistes. Es tracta d'una bella melodia que és un dels grans clàssics de la música cinematogràfica. Hitchcock va demanar també a Rózsa que creés un tema que pogués relacionar-se amb la ment turmentada del protagonista, que expressés el seu desequilibri emocional i la seva paranoia. Aquesta música sona cada vegada que el personatge de Gregory Peck experimenta atacs que el deixen catatònic quan veu línies paral·leles sobre un fons blanc. Rózsa cercava un so nou per a aquest tema, una cosa que produís una sensació marejadora i fantasmal i que expressés la malaltia que pateix el protagonista. Un so nou que finalment va trobar gràcies al Theremin. El compositor va cercar en les llistes de músics de Los Angeles i va descobrir que en aquell moment tan sols hi havia un intèrpret en tota Califòrnia capaç de tocar el Theremin, un metge que es guanyava la vida com a podòleg. A partir de llavors es va dedicar a tocar l'instrument en diferents pel·lícules. A més de "Recorda", Rózsa ho va utilitzar també en "Dies sense petjada" i en "La casa vermella". Participaria també en "Ultimàtum a la Terra", a les ordres de Bernard Herrmann, o fins i tot en "Els Deu Manaments" en les escenes de les plagues.
A "Recorda" el so del Theremin brilla especialment en l'escena de la son quan Gregory Peck relata als psiquiatres un somni molt estrany que ha tingut i en què hi ha la clau del seu problema. Per aquesta escena Hitchcock va voler comptar amb una ajuda especial, la de pintor Salvador Dalí que va dissenyar els decors i les imatges que es veuen en el son.
Encara que en el musical sempre es pensa en Bernard Herrmann quan parlem de pel·lícules d'Alfred Hitchcock la veritat és que l'únic títol de director que va ser premiat amb un Oscar a la millor banda sonora va ser "Recorda", la primera i única col·laboració del músic hongarès amb el geni del suspens. I és que tot malgrat el bon acolliment que va tenir la banda sonora a Hitchcock mai no li va agradar gaire; pensava que les seves notes eren tan grandiloqüents que interferien en l'acció. Segons explicava el músic, van tenir una forta discussió i a partir de llavors mai més el va tornar a veure. Altres bandes sonores com "Ben-Hur" li donarien més fama, però el compositor sempre citava "Recorda" com la seva favorita entre totes les seves partitures. Una banda sonora molt rellevant per ser la primera que va utilitzar el Theremin i per desmarcar-se de l'estil clàssic a la recerca d'un so diferent, atmosfèric i misteriós que representa una forma diferent, psicològica podríem dir, de concebre la música de cinema.
Avui en dia el Theremin s'ha continuat fent servir a Hollywood en algunes pel·lícules i series de terror, però tot i això, moltes persones són incapaces de relacionar el seu so amb el propi instrument degut a la seva falta de notorietat i reconeixement. Una serie de terror actual que visibilitza aquest instrument de manera directa és "American Horror Story". A la seva tercera temporada, anomenada "American Horror Story: Coven" i dirigida per Ryan Murphy, el personatge de "Myrtle Snow" (interpretat per l'actriu Frances Conroy) fa servir el Theremin i el considera el seu instrument preferit. En una escena del capitol 10, anomenat "The Magical Delights of Stevie Nicks", li toca el Theremin a la seva amiga "Cordelia Foxx", qui expressa estranyesa i disgust davant l'instrument. No obstant, la Myrtle la convida a escoltar-lo i li explica la seva grandesa i tots els seus beneficis. L'aparició directa de l'instrument és un homenatge a les pel·lícules de terror dels anys 50 com les esmentades al prinicpi de l'article. El so del Theremin també es pot apreciar a la banda sonora de la segona part de la desena temporada de la serie, anomenada "American Horror Story: Double Feature".

## Història
El 1918, després de la Revolució, Léon Theremin va començar a estudiar les ones electromagnètiques per encàrrec del govern. Investigava la detecció del moviment mitjançant les ones per desenvolupar una alarma inalambrica quan es va adonar que la presència de la seva mà en el camp electromagnètic alterava la freqüència reproduïda pel dispositiu. D’aquesta manera, va inventar l'heteròfon, que després va canviar el seu nom pel del seu creador, i que es considera el primer instrument electrònic de la història. Com que Theremin era músic, va aprofitar els seus cercles per donar a conèixer el seu nou instrument, que va agradar molt.
Al març de 1922, després d'obtenir diverses crítiques positives en algunes conferències d'electrònica a Moscou, Léon Theremin va presentar el seu instrument a Lenin, premier de la naixent Unió Soviètica. Lenin va quedar impressionat per l'instrument musical i fins i tot es va iniciar al seu aprenentatge. Es va iniciar la fabricació de 600 instruments per a la seva distribució a tota la Unió Soviètica, i va enviar el mateix Léon Theremin a un viatge arreu del món per demostrar l'última tecnologia soviètica i la invenció de la música electrònica. Després d'una llarga gira per les capitals d'Europa (Berlín, Londres i París), Theremín va arribar als EUA, més concretament Nova York, on va patentar la seva invenció el 1928.
Aquesta primera versió del theremín estava constituïda per un oscil·lador basat en una vàlvula electrònica, bobines i dues antenes, tot dins una caixa de fusta. Una de les antenes sortia del costat i l'altra per la part superior. La del costat, posicionada de forma horitzontal, controlava l'amplitud (volum) de l'ona generada, mentre que la que sortia de la part superior i estava en vertical controlava la freqüència (to).
Als EUA se'l va rebre com un gran científic i es va equiparar la invenció del theremín amb la de la ràdio. Al 1928, es va fundar una empresa per desenvolupar i construir l'heteròfon, després de mostrar l'instrument a un petit grup de músics i industrials. Va ser llavors quan el nom de l'instrument va canviar a Theremin. Més tard, va atraure l'atenció de la Corporació de Ràdio d'Amèrica (RCA) que li va proposar la compra dels seus drets per la xifra de 100.000 dòlars nord-americans amb el propòsit de fabricar-lo. Léon Theremin va acceptar l'oferta el 12 de març del 1929 i la RCA es va convertir en el primer productor massiu d'un instrument electrònic. La RCA creia que l'instrument reemplaçaria el piano de mitja cua i popularitzaria l'afició a la música ja que pensava que «qualsevol que pogués moure les mans a l'aire o xiular una melodia podria fer música amb ell a casa seva». Al setembre van sortir a la venda les primeres unitats a un preu de $220. La crisi d'octubre del 1929 va forçar el cessament de la producció perquè els preus eren tan elevats que impedien la seva producció.
León Theremín mantenia una relació privilegiada amb el personal tècnic de firmes com RCA, GE, Westinghouse, companyies aèries i més, amb què compartia els seus últims descobriments i avenços. Va fundar i va dirigir les seves pròpies companyies mantenint una relació directa amb Amtorg Trading Corporation, la corporació comercial soviètica als Estats Units. Tot això va fer que León Theremín fos vinculat a rumors d'espionatge industrial a nom de la intel·ligència soviètica de l'època.

## Alguns intèrprets de l'instrument
| - Bud Averill (189?-1957) - Lucie Bigelow Rosen (1890-1968) - Jean Ven Robert Hal (1970-és viu) - Samuel Hoffman (1903-1967) - Clara Rockmore (1911-1998) - Jimmy Page (1944-és viu) - Jean Michel Jarre (1948-és viu) - Eric Ross (1948-és viu) - Bruce Woolley (1953-és viu) - Peter Pringle (1954-és viu) - Katica Illényi (1968-és viva) - Xabier San Martin (1977-és viu) | - Pekkanini (1952-és viu) - Barbara Buchholz (1959-2012) - Lydia Kavina (1967-és viu) - Masami Takeuchi (1967-és viu) - Dalit Warshaw (1974-és viu) - Pamelia Kurstin (1976-és viu) - Randy George (1978-és viu) - Carolina Eyck (1987-és viu) - Gak Sato (1969-és viu) - H. Whipple Abbott - Víctor Estrada | - Lana Aksyonova - Dorit Chrysler - Charlie Draper - Rom Chiaki - Darryl Kubian - Charles Richard Lester - Shueh-li Ong - Armen Ra - Kip Rosser - Percy Aldridge Grainger - Ernesto Mendoza |